# Pitt (fiume)
Il fiume Pitt che scorre nella Columbia Britannica, in Canada, è un grande affluente del fiume Fraser, nel quale si innesta a pochi chilometri a monte di New Westminster e a circa 25 km ad est-sud-est della città di Vancouver. Il fiume, che inizia nel monte Garibaldi delle montagne Costiere, è costituito da due sezioni sopra e sotto il lago Pitt e scorre su un corso generalmente meridionale. Sia il lago Pitt che il corso inferiore del fiume Pitt sono soggetti alle maree mentre la foce del Fraser si trova a pochi chilometri a valle dalla loro confluenza.
Il fiume prese il nome da William Pitt il Giovane. La prima menzione del nome, come "fiume Pitts", si trova nel diario del 1827 di James McMillan, un commerciante di pellicce della Compagnia della Baia di Hudson. Il fiume ha un altro nome, Quoitle, che probabilmente deriva da una delle prime nazioni, Kwantlen.
Ad ovest del basso fiume Pitt, a 20 km, si trova la comunità di Pitt Meadows, mentre ad ovest si trovano le città di Coquitlam e Port Coquitlam. Dalla parte opposta della sua foce si trova il Surrey. Coquitlam e Pitt Meadows sono collegati dai ponti della British Columbia Highway 7 e dalla ferrovia della linea principale Canadian Pacific Railway, che inizia sulla riva occidentale del Pitt. La pianura del Pitt inferiore era in passato una palude e il terreno agricolo si trovava sulla riva est a Pitt Meadows. La scarsa qualità del suolo e la boscaglia sulla sponda occidentale incoraggiarono la larga suburbanizzazione a Port Coquitlam. Sulla costa occidentale, nei tratti superiori del Pitt inferiore si trova il Minnekhada Regional Park, residenza dell'ex luogotenente governatore della Columbia Britannica, Clarence Wallace. Successivamente venne venduto alla Daon Corporation, che ne cedette alcune porzioni. Venne poi acquistato dalla provincia anticipando lo sviluppo futuro dell'area. I successivi governi provinciali vendettero ulteriori porzioni.
Il bacino del Pitt superiore è breve ma alimentato da una serie di campi di ghiaccio, ghiacciai e ruscelli di montagna, come il nevaio Garibaldi e il Mamquam Icefield. Così il fiume diventa abbastanza grande solo a 50 km dalla sua sorgente nel Parco provinciale Garibaldi. A est del Pitt superiore si trova il Golden Ears Provincial Park (già parte del Parco provinciale Garibaldi).
La valle del Pitt è una delle numerose valli dei laghi fluviali nord-sud che uniscono il Fraser inferiore lungo il lato nord. Le altre sono le valli dei fiumi Coquitlam, Alouette, Stave, Suicide Creek (Norrish Creek), Chehalis e, infine, la valle del lago Harrison, 60 km a est del Pitt.